# Kratochvilia pulvinata
Genre
Synonymes
- Miopristis Simon, 1907

Espèce
Synonymes
- Miopristis pulvinata Simon, 1907

Kratochvilia pulvinata, unique représentant du genre Kratochvilia, est une espèce d'araignées aranéomorphes de la famille des Mimetidae.

## Distribution
Cette espèce est endémique de Principe à Sao Tomé-et-Principe.

## Description
La femelle holotype mesure 3,5 mm

## Publications originales
- Strand, 1934 : Miscellanea nomenclatorica zoologica et palaeontolgica, VI. Folia Zoologica et Hydrobiologica, vol. 6, p. 271-277.
- Simon, 1907 : Arachnides recueillis par L. Fea sur la côte occidentale d'Afrique. 1re partie. Annali del Museo Civico di Storia Naturale di Genova, sér. 3, vol. 3, p. 218-323 (texte intéral).